# Kribbe van het kindje Jezus

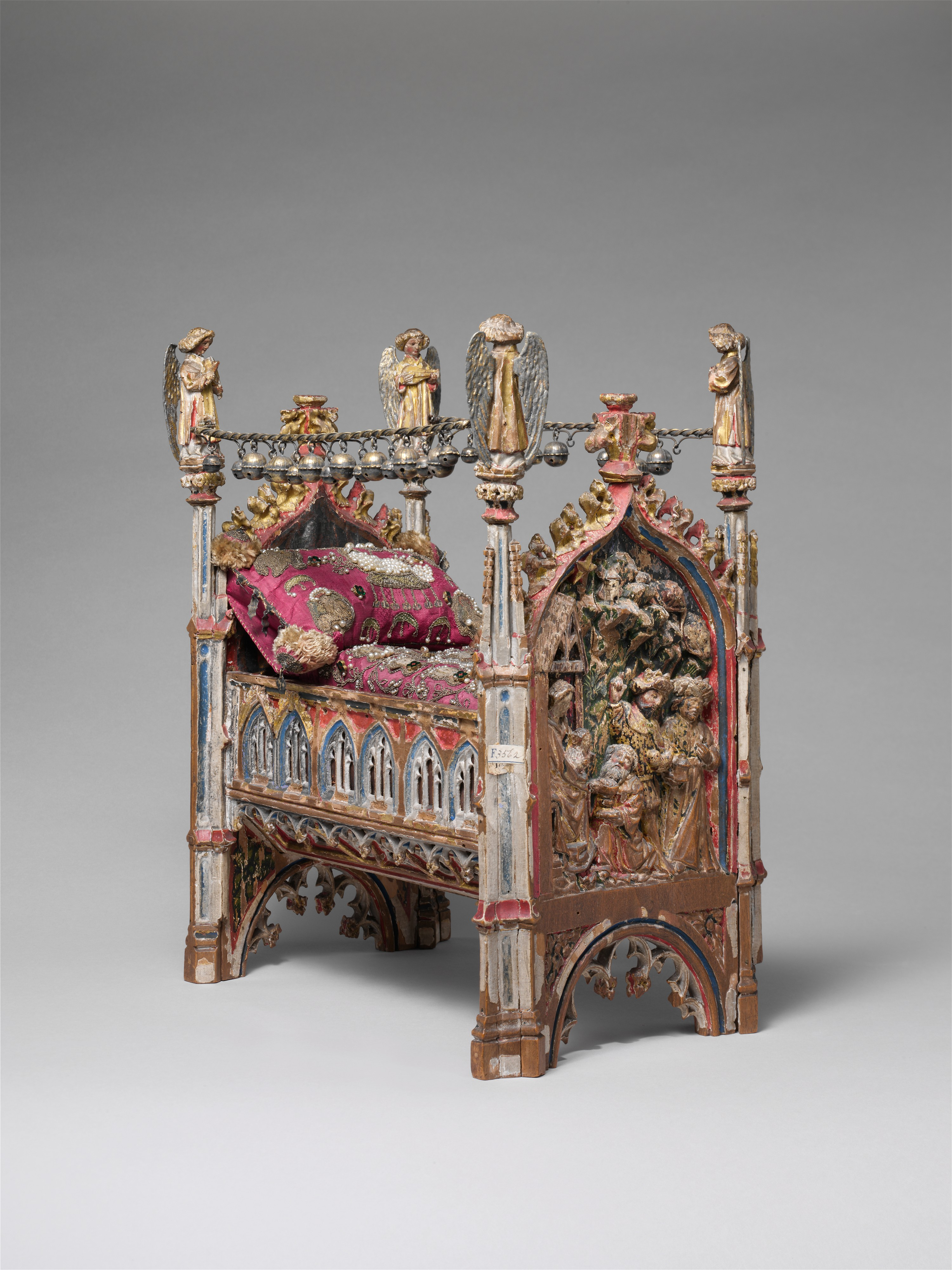
De kribbe

De kribbe van het kindje Jezus is een miniatuurkribbe uit de 15e eeuw, gemaakt in Brabant in de Zuidelijke Nederlanden. 
Het wiegje is afkomstig uit het Groot Begijnhof Leuven dat in de vroege 13e eeuw ontstond als gemeenschap voor ongehuwde, semi-religieuze vrouwen. Miniatuurkribbes waren in de 15e en 16e eeuw populaire devotionele voorwerpen, vooral in kloosters waar ze werden gegeven aan vrouwen die hun geloften aflegden. Het werd in 1974 door Ruth Blumka, als aandenken aan Leopold Blumka, geschonken aan het Metropolitan Museum of Art in New York.

## Beschrijving
De houten polychrome kribbe meet 35,4 x 28,9 x 18,4 cm en is versierd met lood en zilver, verguld, geschilderd perkament, zijden borduurwerk met parels, gouddraad en doorschijnend email. De kribbe is aan beide zijden voorzien van gesneden voorstellingen van de geboorte en de aanbidding van de Wijzen uit het oosten. De Bijbelse stamboom van Christus wordt geïllustreerd op de geborduurde deklaag.

## Details

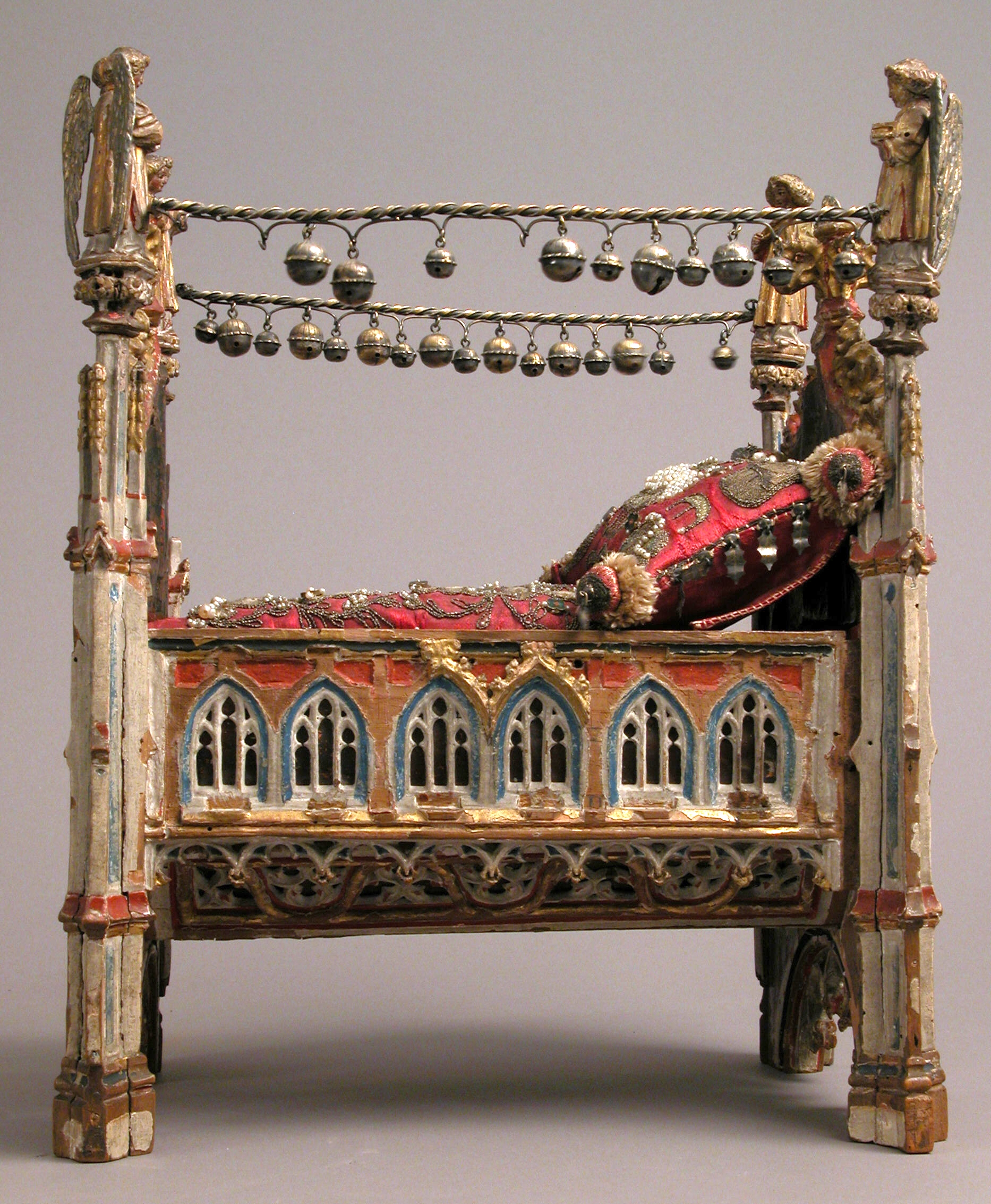
Zijaanzicht
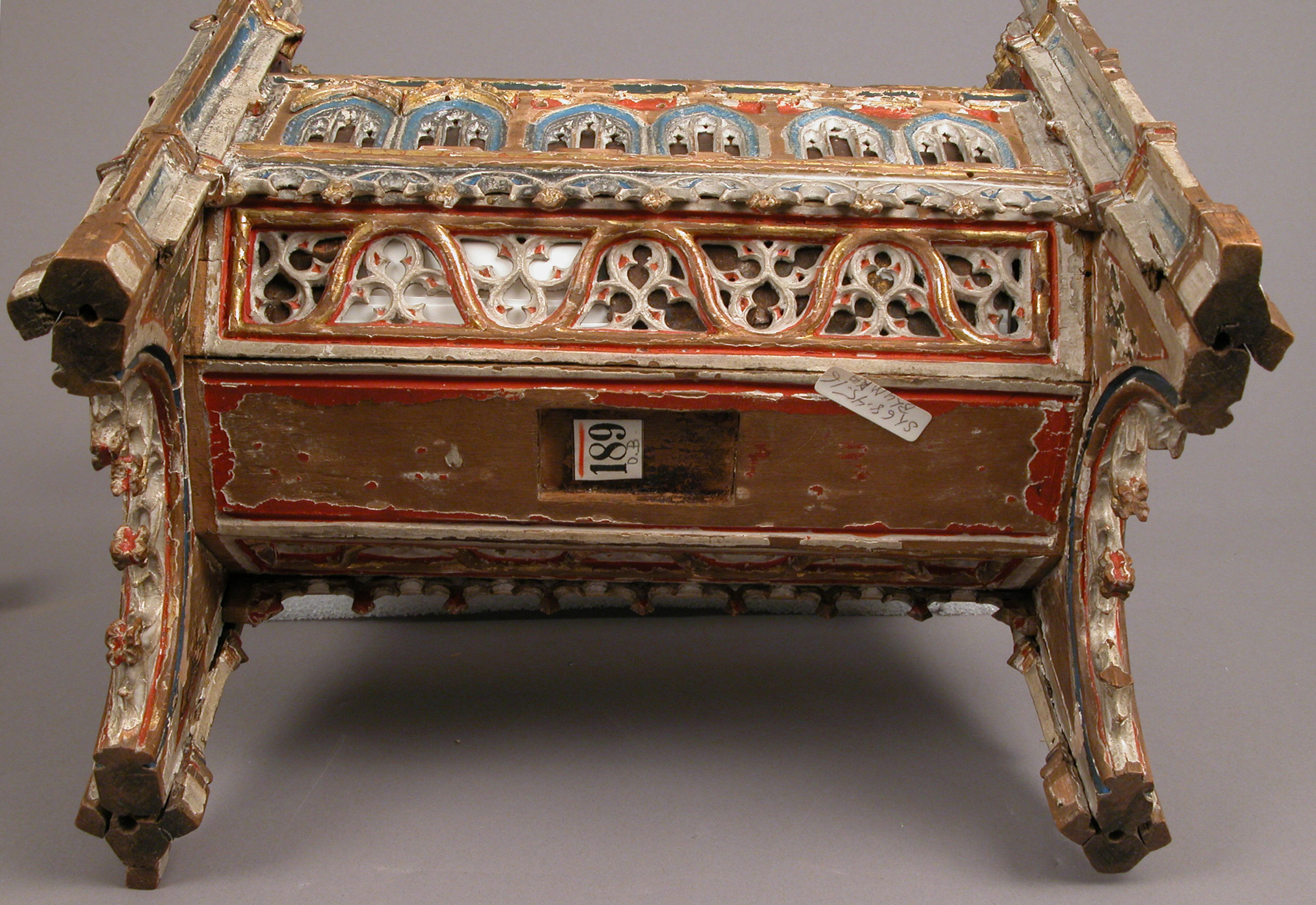
De krib dichtgevouwen
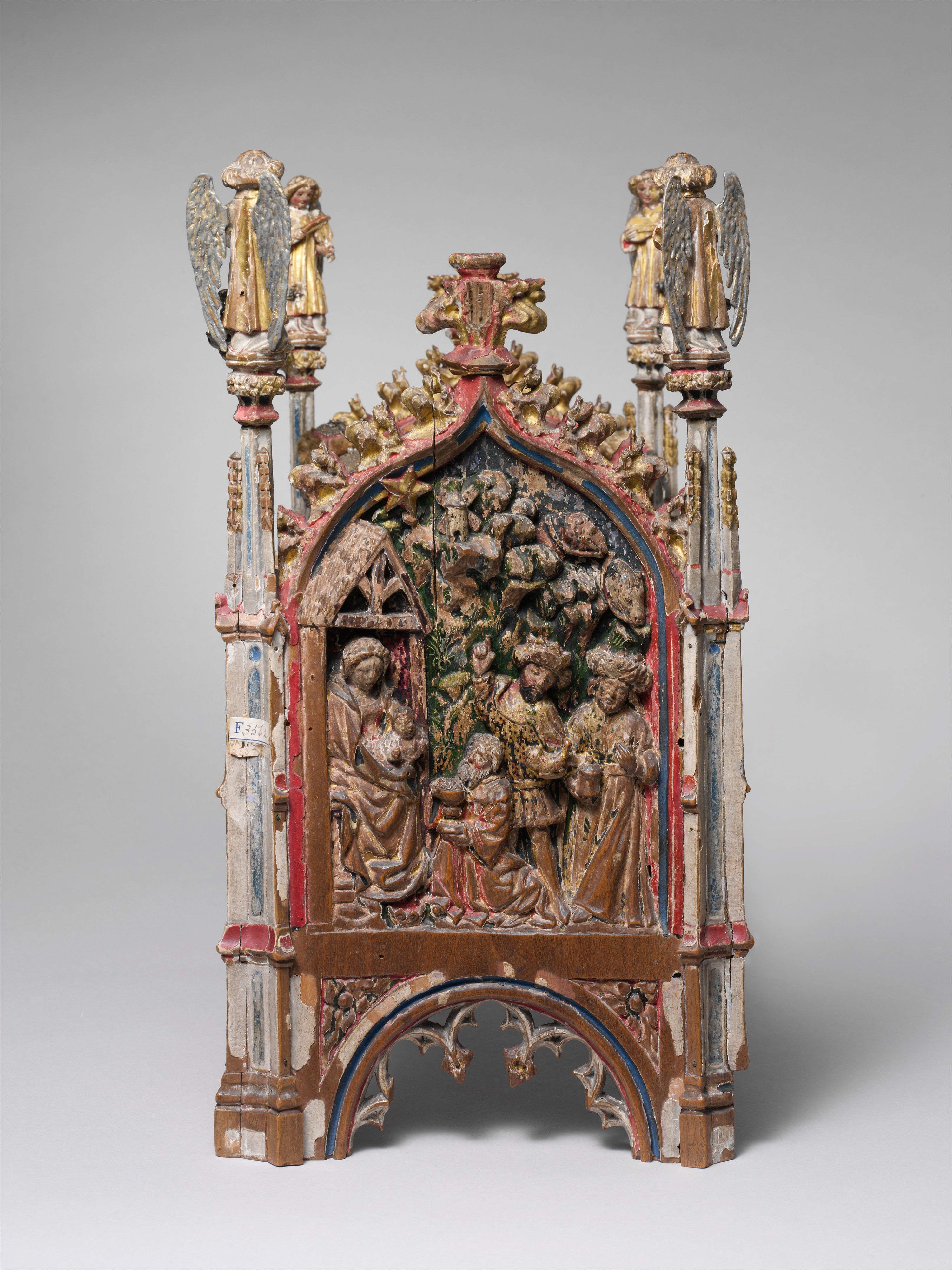
Zijkant met de drie Wijzen
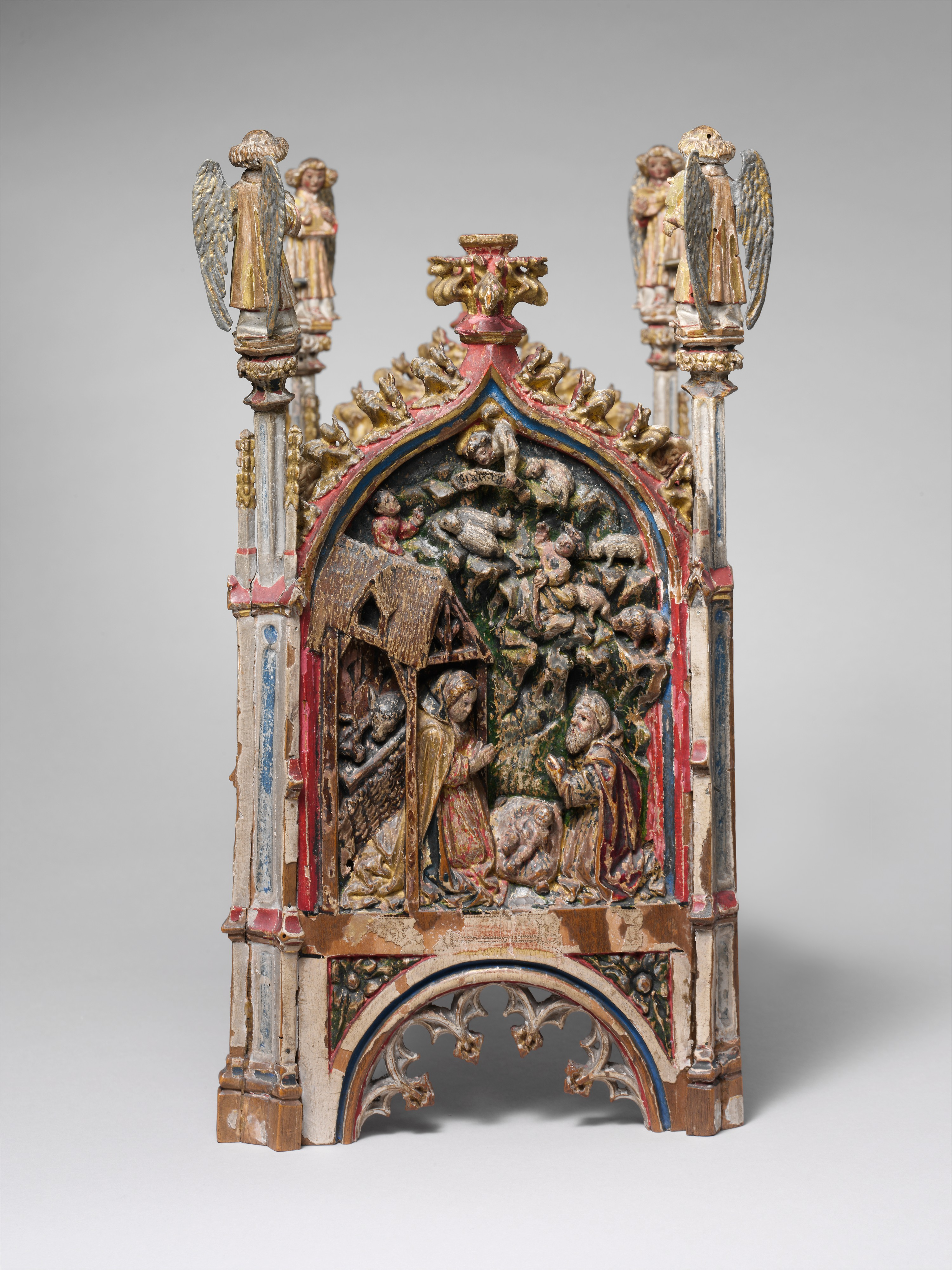
Zijkant, de geboorte van Christus
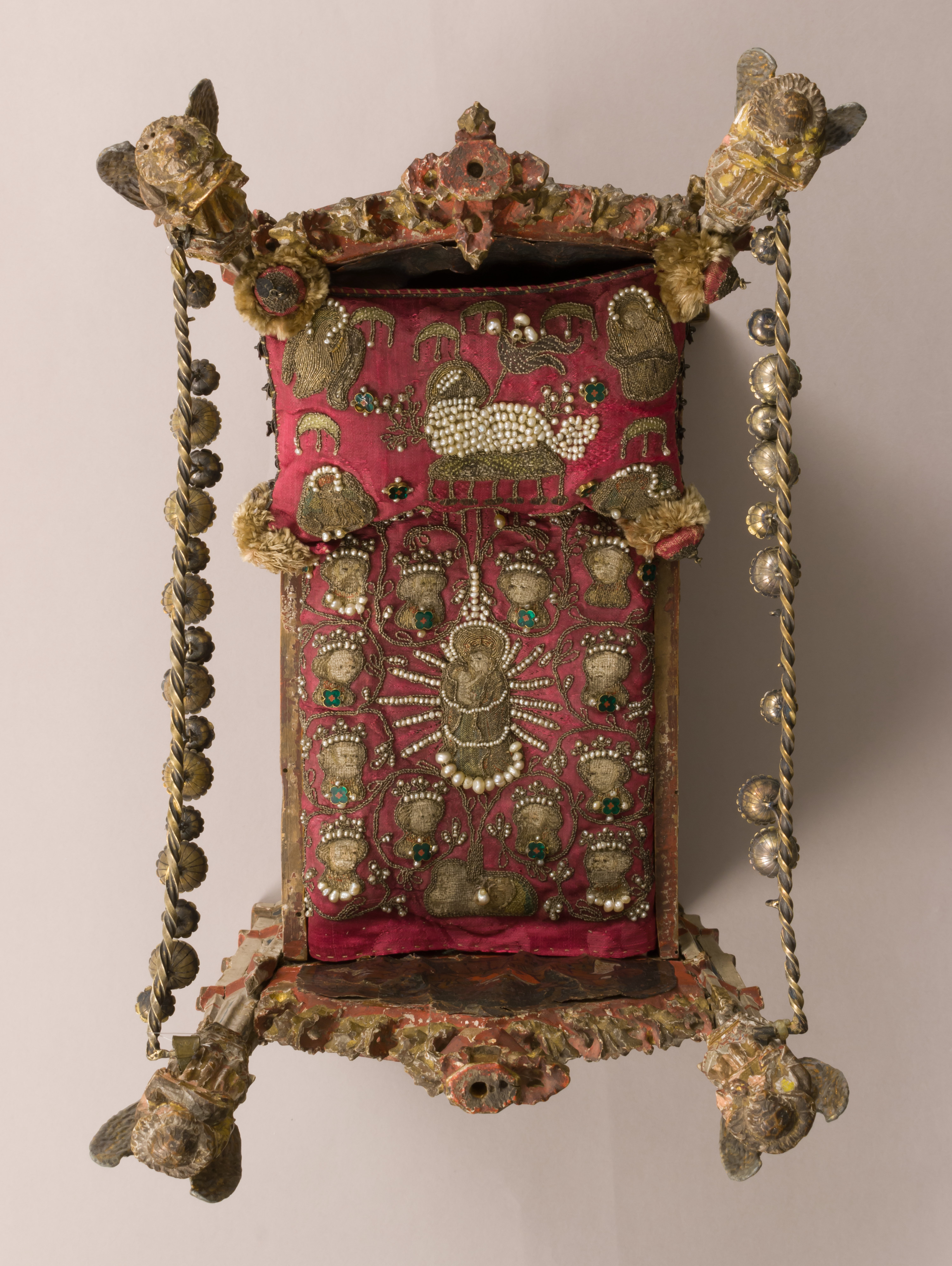
Bovenkant
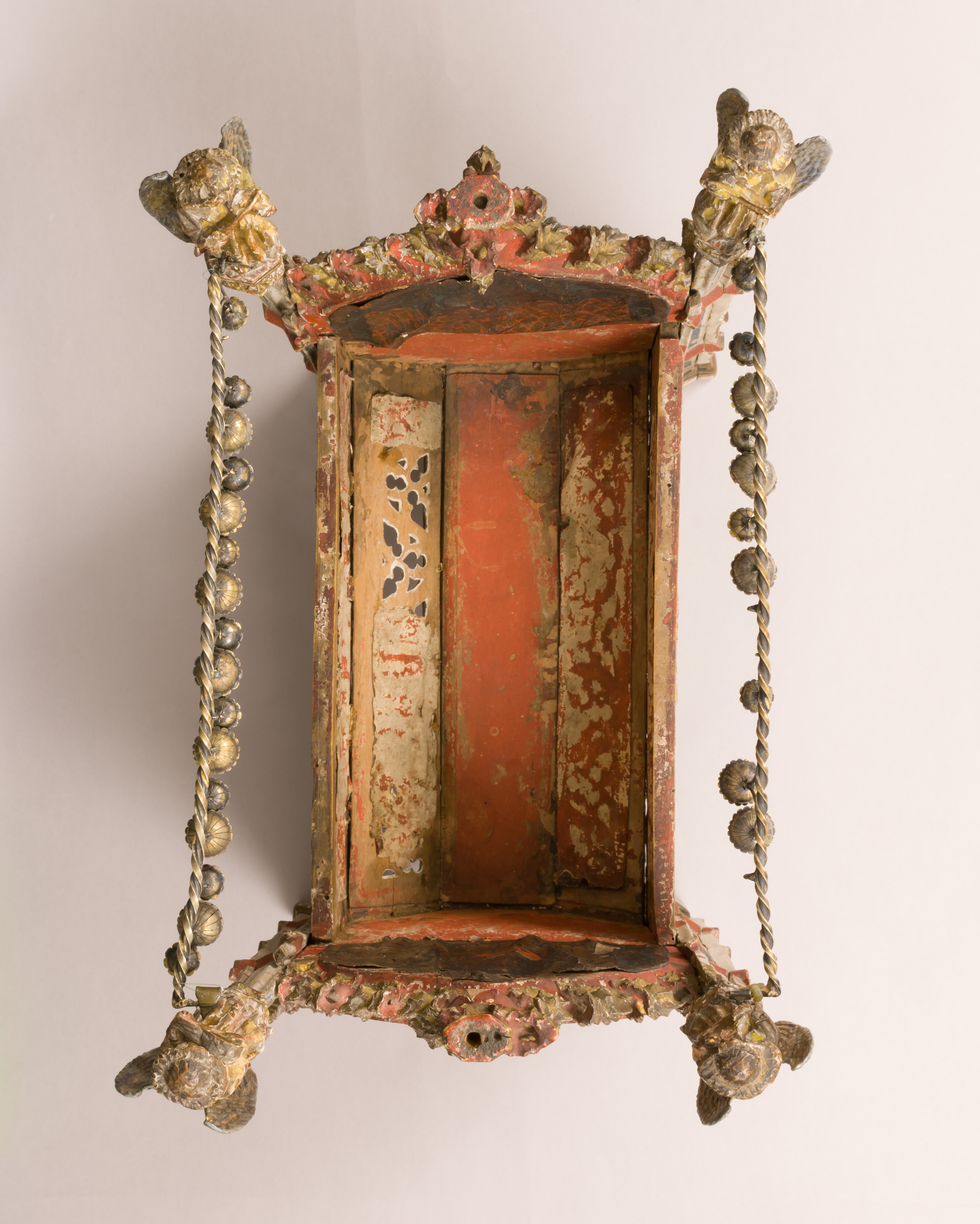
Onderkant